# Chiesa di Santa Maria a Bibbione
La chiesa di Santa Maria a Bibbione è un edificio sacro situato ai piedi del castello di Bibbione, nel comune di San Casciano in Val di Pesa.

## Storia
La chiesa era situata all'interno della cerchia muraria di Bibbione, un centro fortificato nominato in documenti risalenti al 960. La località era stata fortificata dai conti Cadolingi già nel 1090 per poter controllare la valle del fiume Pesa e la via Cassia.
Il patronato della chiesa apparteneva al capitolo della cattedrale come risulta da un documento del 1066 in cui un certo Pietro di Vitale donò dei terreni posti nei pressi della chiesa. Questa chiesa possedeva lo spedale di San Jacopo al Calzaiolo, luogo di ristoro per i viandanti fondato il 15 aprile 1146, come risulta da una pergamena del 16 maggio 1193 in cui il rettore della chiesa Arrigo di Orlando da Canale scrive: obtulitet donavit domino Tiezo rectori omne ius qua haberet in terris et in cultu hospitalis.
Nelle tasse da pagare per il mantenimento dell'esercito fiorentino risulta che nel 1260 il rettore della chiesa Iacopo Morandini si impegnò a pagare solo uno staio di grano, una tassazione che fa supporre delle condizioni economiche disagiata.
Ma nelle decime pagate tra il 1276 e il 1303 l'importo da pagare fu costante: 4 lire e 4 soldi annui.
A breve distanza dalla chiesa è posto un altro edificio sacro intitolato a Sant'Angelo e a causa di questa estrema vicinanza dal 5 giugno 1516 i parrocchiani elessero un unico rettore per i due edifici.
Dopo la riunificazione dei due popoli la casa presbiterale era diventata insufficiente e così nel 1615 il rettore della chiesa Bastiano Luti scrive all'arcivescovo di Firenze per informarlo di aver ingrandito la chiesa di Sant'Angelo. Nella stessa missiva però si lamentava che le campane della chiesa di sant'Angelo erano inferiori a quelle di Santa Maria; scrive inoltre che nella chiesa di santa Maria era stata fondata la Compagnia del Santissimo Nome di Dio che usava la chiesa come oratorio.
Alla metà del XVIII secolo la chiesa era ancora agibile tanto che la proprietaria del castello di Bibbione, Simona Alamanni Machiavelli fece una donazione per celebrare la messa nella chiesa.. Negli anni successivi però al chiesa dovette essere abbandonata a se stessa e nonostante che nel 1781 venisse restaurata la facciata, nel 1791 a causa dello stato pericolate del tetto la chiesa divenne inagibile.
Dopo secoli di abbandono la chiesa è stata restaurata in anni recenti.

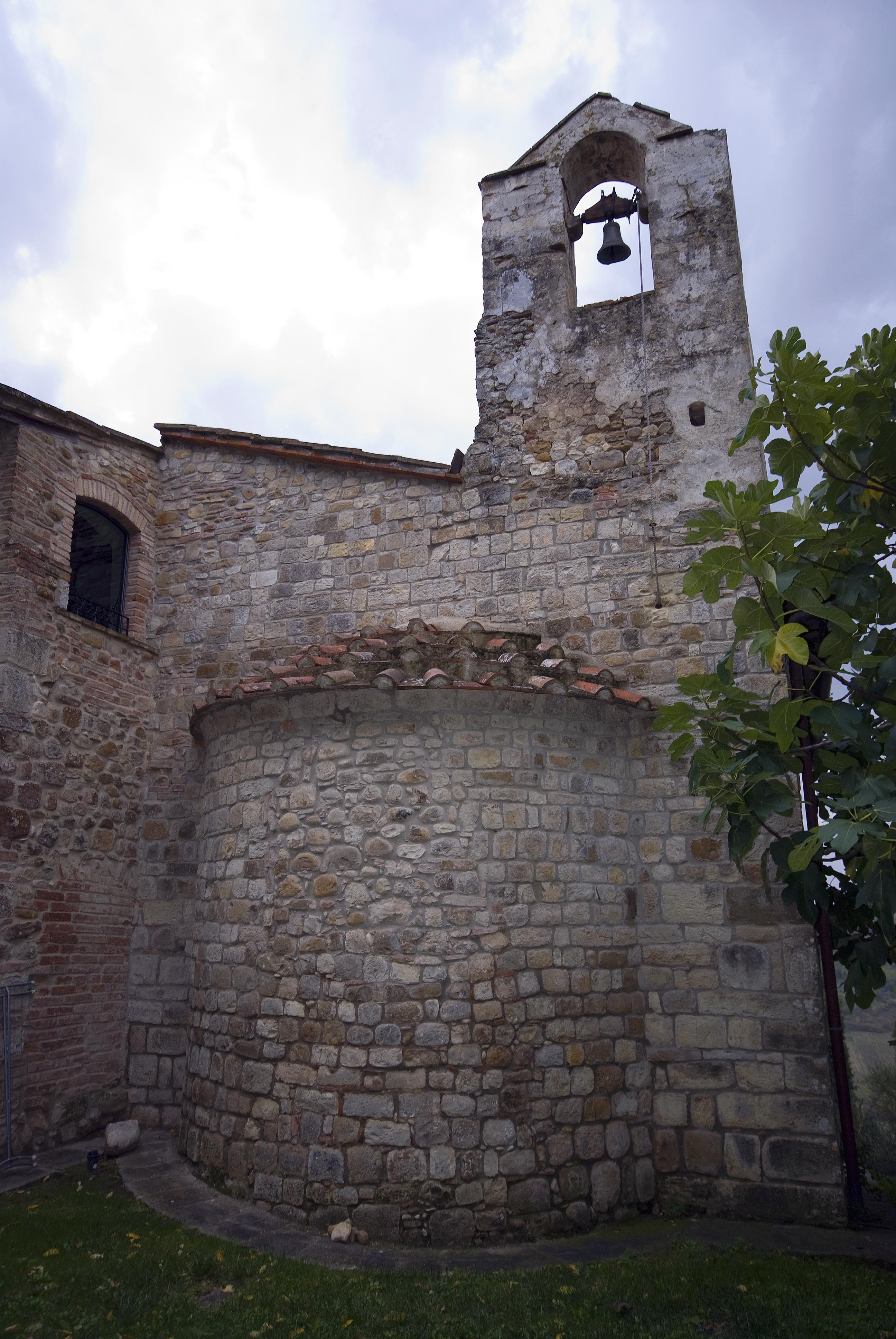
Abside

## Architettura
La chiesa consiste in un'aula rettangolare coperta a tetto e dotata di un'abside semicircolare.
La facciata a capanna è preceduta da una scalinata realizzata con mattoni e si affaccia a strapiombo sulla valle della Pesa.
La tribuna è databile al XII secolo e in essa si innesta il volume semicilindrico dell'abside che è stato realizzato con conci di pietra arenaria affogati nella malta.